# Rhaphidophora peepla
Rhaphidophora peepla (Roxb.) Schott  – gatunek wieloletnich, wiecznie zielonych pnączy z rodziny obrazkowatych, pochodzących z południowych Chin i tropikalnej Azji, zasiedlających lasy deszczowe. Komórki tych roślin posiadają 60 chromosomów tworzących 30 par homologicznych.